# Буратаева, Александра Манджиевна
Алекса́ндра Манджи́евна Бурата́ева (калм. Александра Буратан; род. 30 марта 1965, Элиста, РСФСР, СССР) — российская телеведущая, депутат Государственной Думы 3 и 4 созывов.

## Биография

### Юность
Родилась 30 марта 1965 года в городе Элисте.
Окончила романо-германское отделение факультета иностранных языков Калмыцкого государственного университета по специальности «преподаватель английского языка и литературы». Работала учителем английского языка, библиотекарем.

### Телевидение
В 1987 году окончила курсы телевизионных ведущих в Москве. Долгие годы работала на республиканском телевидении Калмыкии. В 1995 году перешла работать на телеканал ОРТ; с того же года начала вести программы «Время» и «Новости» вплоть до конца 1999 года. После избрания депутатом Госдумы ушла с телеканала по собственному желанию. Последний эфир программы «Время» провела 31 декабря 1999 года в паре с Кириллом Клеймёновым, он был посвящён отставке Бориса Ельцина с поста президента России.
Одновременно с депутатской карьерой, в 2002—2003 годах являлась одной из ведущих телепрограммы «Вера, Надежда, Любовь» на телеканале РТР (впоследствии — «Россия») с Кирой Прошутинской и Юлией Рутберг, а также в 2006—2007 годах провела несколько выпусков программы «Улица твоей судьбы» на канале «ТВ Центр» вместе с Александром Дедюшко.
С 10 августа по 18 сентября 2009 года — ведущая телепередачи «Отчаянные домохозяйки» на телеканале «Россия», в её рамках вела рубрику «Кухня». Затем ушла в телерадиокомпанию «Мир», где вела вечерние «Новости Содружества».
В начале 2010-х годов переехала жить и работать из Москвы в Ригу. С июня 2011 по март 2016 года работала в Прибалтике на телеканале «Первый Балтийский Канал» ведущей программ «Латвийское время», «Новости Эстонии» и «Литовское время». В конце 2010-х переехала жить в Грузию, где стала заниматься изготовлением керамических изделий в собственной студии арт-терапии «Studio21».
В январе 2021 года вновь появилась на телевидении в России, став ведущей программы «Идеальное предложение» на телеканале «Москва 24». В конце 2021 ведущая программы «Было время» на телеканале Ностальгия.

### Общественно-политическая деятельность
19 декабря 1999 года избрана депутатом Государственной Думы по одномандатному Калмыцкому избирательному округу; переизбрана в 2003 году по списку «Единой России».
27 февраля 2000 года на учредительном съезде Общероссийского политического общественного движения «Единство» была избрана членом его политсовета. 27 мая 2000 года на учредительном съезде партии «Единство» была избрана членом её президиума политсовета.
Возглавляла молодёжную организацию «Единой России» — «Молодёжное Единство» — с момента её создания в апреле 2000 года до преобразования в «Молодую гвардию Единой России» в 2005 году.
С февраля 2008 года, после депутатской карьеры, работала в ОАО «Российские железные дороги» (РЖД), где являлась пресс-секретарём президента компании Владимира Якунина.
С марта по август 2013 года — пиар-директор Театра Сергея Безрукова.
С сентября 2013 года — президент продюсерской компании «Со-дружество» (в компанию входит театральное агентство, агентство коммуникаций, актерское агентство и видеопродакшн).

## Награды
- Медаль ордена «За заслуги перед Отечеством» I степени (25 августа 2008 года) — за большой вклад в подготовку и проведение Года России в Китае и Года Китая в России[22]
- Медаль ордена «За заслуги перед Отечеством» II степени (28 марта 2007 года) — за заслуги в законотворческой деятельности, укреплении и развитии российской государственности[23]
- Лауреат национальной премии общественного признания достижений женщин «Олимпия» Российской Академии бизнеса и предпринимательства[24] в 2007 году.